# 久大文具行
彩琿實業有限公司（簡稱：久大文具連鎖），2012年後改登記名彩琿實業，但對外營業招牌依然為久大文具。屬於台灣大型文具連鎖賣場，有零售和批發部門。

## 概要
久大文具行早期為文具商品中盤商，但為能擴大久大文具服務之對象，便在1986年成立久大文具行，以連鎖文具零售之型態提供廣大消費者更多的服務。
久大在台灣不僅有著超過近四十年的零售經驗，更是眾多國際知名文具品牌主要的台灣零售據點。
『久大』就是『永久，就會龎大』，公司可以永續經營。久大文具帶給消費者的，不只是便利性、還要具有相當吸引力的優惠措施，客戶在這裡所購買到的產品，貨色齊全，價格優惠，務必便客戶到久大可以滿足文具一站購足之便利。
久大文具以『不斷地創造顧客的滿足』為理念，專注於文具用品零售事業的發展，公司成立至今，秉持著快速，準確與紮實的企業精神，期望每成長，於業界持續穩定地茁壯，並晉身為文具用品零售市場之領導品牌。

## 門市
| 縣市   | 鄉鎮   | 門市             |
| 台北市 | 萬華區 | 台北西門町店     |
| 台北市 | 大安區 | 台北忠孝店       |
| 台北市 | 中山區 | 台北復北店       |
| 台北市 | 文山區 | 台北景美店       |
| 基隆市 | 仁愛區 | 基隆店           |
| 台中市 | 東區   | 台中大魯閣新時代 |